# Charles Lasègue
Charles Lasègue, cuyo nombre completo era Ernest-Charles Lasègue (París, 5 de septiembre de 1816 - París, 20 de marzo de 1883) fue un médico francés que realizó diversas investigaciones en varios ámbitos de la medicina, sus principales aportaciones tuvieron lugar en el campo de la siquiatría.

## Biografía
Se licenció en letras en 1838 y trabajó como profesor de esta materia en el Liceo Louis-le-Grand. Posteriormente se interesó por la medicina al conocer los trabajos de Armand Trousseau (1801-1867). Estudió medicina y leyó su tesis doctoral en la Universidad de París en 1847. Tras realizar el doctorado fue destinado por el gobierno francés al sur de Rusia para investigar una epidemia de cólera. De regreso a París trabajó en los hospitales Salpêtrière, Pitié y Necker. En 1869 fue nombrado profesor de clínica médica en el Hospital Necker, permaneció en este puesto hasta su muerte en 1883.
Publicó más de cien trabajos, muchos de ellos en colaboración con su maestro Trousseau. Entre ellos varios dedicados al alcoholismo y fue uno de los primeros médicos en describir la anorexia nerviosa a la que llamó anorexia histérica. Se interesó por temas muy diversos, como el vértigo, la migraña, la epilepsia, la catalepsia y la medicina legal. Asimismo creó el concepto de personalidad anormal, para describir la situación de pacientes que presentaban diferentes síntomas psíquicos que no podían incluirse en otros trastornos psiquiátricos conocidos.
Dio su nombre a un signo clínico que se sigue utilizando para el diagnóstico de la ciática y hernia discal (signo de Lasègue) que consiste en flexionar la cadera con el paciente tendido en una camilla con la pierna extendida. El signo es positivo si la flexión provoca dolor.